# Manfred Karge
Manfred Karge (n. 1 de marzo de 1938 en Brandeburgo) es un actor de teatro, director de escena y dramaturgo alemán.

## Biografía
Apenas Karge se gradúa en la escuela de arte dramático Helene Weigel (la segunda esposa de Bethold Brecht) lo incorpora al Berliner Ensemble.
Karge junto con su amigo Matthias Langhoff consiguen acceder a Brecht, quien no reniega de su esencia de poeta, y se abre al aporte y espíritu de una nueva generación.
Como actor Karge tiene un primer éxito en una película para el festival de cine DEFA. Actúa en 1965 el papel de Gilbert Wolzow en la película Las Aventuras de Werner Holt. Aun con las tentaciones que suponía el convertirse en una estrella del cine, Karge se mantuvo fiel al  Berliner Ensemble. En 1969 se muda junto con su socio regisseur Matthias Langhoff para trabajar con Benno Besson en el Berliner Volksbühne, lo cual le aporta un renovado brillo a la institución. Bajo la dirección de Benno Besson Manfred Karge actúa varios importantes personajes en Hamlet, y bajo la dirección de Matthias Langhoff en el Otelo de Shakespeare (1972) y el papel de Hjalmar Ekdal en1973 en la obra de Ibsen "El pato salvaje". Karge también dirige y actúa en una serie de obras clásicas que entran en una categoría de espectáculo.
Por esta época da comienzo una extensa colaboración y amistad entre Karge y Heiner Müller. En 1978 Kargen y Langhoff estrenan la obra "Príncipe Friedrich de Homburgo" de Kleist que es su primera puesta en escena en Hamburgo, que presenta un príncipe víctima del eterno militarismo prusiano y luego estrenan "Fatzer" de Brecht con montaje de Heiner Müller. En 1978 también estrena "Prometeo encadenado" de Esquilo / Muller en Ginebra.
Luego le sigue un período en el que ambos directores trabajan para Claus Peymann en el Schauspielhaus Bochum. Allí estrenan en la década de 1980 la obra "Querido George" de Thomas Brasch y en 1983 "El lado depravado..." de Heiner Müller. El estreno de la obra "Anatomía de Tito ..." de Heiner Miller en Bochum fue la última obra conjunta de ambos directores.
En 1986, Kargen se traslada a Viena para incorporarse al grupo de Peymann en el Burgtheater. En 1993, deja el Burgtheater, regresa a Berlín y a su ámbito familiar el Berliner Ensemble.
Pero su contribución al teatro es solo una cara de las actividades de Karge. En 1993 no solo regresa al Berliner Ensemble (donde Peymann es director, e impulsa la soberanía teatral), sino que también regresa a su antigua escuela.
Desde 1993 se desempeña como director de la Escuela superior de arte dramático "Ernst Busch" en Berlín. 
Entre las obras de teatro escritas por Kargen se encuentran "La conquista del Polo Sur", "Trozos del muro" y "Querido Niembsch". La obra "Chaqueta con pantalones," sobre una mujer que en la década de 1930, asume el rol de su esposo para que él no pierda su trabajo, fue filmada en  1991 por John Maybury con el título "Man to Man," y la actuación de Tilda Swinton en el rol protagónico.

## Filmografía selecta
- 1965: Die Abenteuer des Werner Holt
- 1966: Aus meiner Kindheit
- 1971: KLK an PTX – Die Rote Kapelle
- 1972: Polizeiruf 110: Blutgruppe AB (TV-Reihe)
- 1973: Unterm Birnbaum
- 1976: Hostess